# 天道盟
天道盟（英語：Thento union），為臺灣三大黑社會組織之一，亦為台灣最大的本省掛角頭聯盟。
前身為「團結同心聯盟」，於1986年在法務部矯正署台北看守所成立，並以「除暴安良，替天行道」、為聯盟口號。
天道盟勢力相當可觀，且擁有較強的地緣關係，近年來發展迅速，除了台灣地區外，天道盟在海外均有活動，包括美國、中國大陸、澳大利亞和東南亞等地。目前與竹聯幫、四海幫並稱為台灣三大黑幫，具估計在台灣就有數千名活躍的角頭份子以及數萬名的合伙關係人

## 簡史

### 時空背景「一清專案」後的源起
1950年中華民國政府因第二次國共內戰而敗退台灣，礙於第二次世界大戰戰後美國對於亞太各盟國政治的干涉及監督下，對於台灣內部發起的黨外運動人士或者對中國國民黨有所批判者（如旅外的作家「劉江南」），短時間內難由政府（黨國體制時期）在檯面上處置，加上部分眷村子弟的省籍情結，因此扶持了所謂外省掛的黑幫勢力，為政府解決檯面上無法直接處理的問題，竹聯等外省掛組織在這樣的社會背景下迅速壯大，並影響到台灣北部在地角頭的生存空間；直到1984年10月江南案的發生以及隨後11月12日的中華民國大政府執行「一清專案」驚動全國並擴大掃黑行動，被掃入獄的眾角頭不滿事主竹聯幫依舊仗勢欺人、以及對時局的不滿（政府扶持外省幫派、及族群特權等），獄中角頭便提議共組聯盟。

### 新組織的誕生
1986年7月，首先在羈押的土城看守所內發起，事由台東借提回土城飛鷹幫的張永良，因與竹聯幫有糾紛衝突，竹聯幫仗勢欺壓當時落單的張永良，因而引起本省角頭的公憤，此事件間接促成文山角頭「大貓」羅福助、基隆「田寮港」角頭「阿潭」吳桐潭、中和角頭「博仔」李博熙、萬華「環南市場」角頭「阿不倒」謝通運、新竹三光幫「悾仔敏德」林敏德、三重埔角頭「蕭濟公」蕭澤宏、高雄左營角頭「鴨霸」陳賢明等七人為首，眾人在多次管訓放風時刻藉機討論結盟事宜。遂於同年10月31日，在土城由羅福助擔任監誓人，與前述其他五人以口頭宣誓結盟（其中「蕭澤宏」另案在同年8月即已被羈押於龜山監獄，所以宣誓當日未參加，但仍保留其地位），成立以強調「除暴安良、替天行道」為宗旨的團結同心聯盟（「天道盟」前正名）；羅福助當時被推為總聯繫人。
在眾人分監之後，隨即有岩灣（仁-13號房）、泰源、土城監獄等全台各地的職訓中心、管訓隊、監所紛紛響應，獄中眾人群起高喊「天道自在人心，是非自有公論」及「不歸竹（聯），便歸天（道）」等口號；此後有基隆角頭「阿茂」李信茂、高雄運河「西北仔」角頭「魁哥」楊登魁、台中福音街「大湖仔」角頭「斜頭生」侯貴生、台北大稻埕「廈門幫」角頭「圓仔花」鄭仁治、台北公館「三環幫」幫主「光頭」林應明、雲林台西角頭「標哥」林清標、淡水角頭「海關」等全台各地角頭先後加入共組「天道盟」犯罪組織。此時只算是意識上的天道盟，即是天道盟最初的六個意識團體，並無具體組織或正式的成立儀式。
不幸地在1987年11月29日，發生「岩灣絕食事件」（代號1126專案），緊接著又在同年12月1日，爆發更激烈的「綠島監獄暴動事件」（代號1201專案），計有八名管訓隊員死亡、另有廿餘名受重傷。直到1987年至1988年（4月4日、23日）期間因上述事件之效應，加上適逢臺灣省戒嚴令的解除及時任中華民國總統蔣經國病逝，所以全國頒布犯罪減刑；眾人陸續出獄後，在全台灣廣泛設立天道盟最初的數個具體組織：吳桐潭與李信茂在台北市、基隆成立「太陽會」、李博熙在中和、永和成立「孔雀會」、謝通運在萬華成立「不倒會」、林敏德在新竹成立「敏德會」、林清標在臺北縣成立「雲霄會」及陳賢明在左營成立「仁義會」（前身為獄中「鴨霸會」）；蕭澤宏則另案仍羈押於台北監獄服刑中（刑期6年、至1990年6月方可假釋出獄）。同年，天道盟開始與山口組往來；1989年日本山口組竹中正（竹中組竹中正久親弟）來台與天道盟等角頭交流；日後，天道盟也派人赴日本山口組見習經營模式。

### 蓬勃發展與激盪的年代
天道盟成立初期，正當台灣泡沫經濟蓬勃發達的時期。在羅福助、楊登魁、吳桐潭、謝通運等代表人物的領導下，短短幾年，天道盟不但有民意代表撐腰，幕後更有財團金援；除了南北角頭串聯的武力作為後盾，再加上將南部風行一時的餐廳秀搬上有線電視頻道，並從日本引進柏青哥（俗稱小鋼珠）以及之後全台六合彩連線的資金運作，因此將天道盟事業推向高峰。正當天道盟勢力如日中天、欲一統江湖之際，卻因黑道利益分配不均，吵鬧不停，引起江湖風波不斷。1989年，天道盟先後與十大槍擊要犯「黑牛」黃鴻寓及「小馬哥」楊瑞和發生衝突，黃鴻寓火燒羅福助的住宅及臺中市的主要據點「羅浮宮舞廳」，也燒死了羅福助的親兄羅亨科。
1990年6月，蕭澤宏假釋出獄，復在台北市東區成立濟公會。同年7月，政府執行俗稱二清專案的「迅雷專案」全國掃黑行動，加強取締新崛起的天道盟以及竹聯幫，以壓制不法組織的氣勢。在「迅雷專案」被列為首要目標的天道盟3名重量級人士當中，羅福助潛逃至美加、紐澳，於2年後返台參政；吳桐潭潛至大陸福州，在隔年被大陸公安逮捕並首次依照《金門協議》遣返回台灣服刑、楊登魁則一度至加拿大發展地產，自認無罪且「功在黨國」無需潛逃，卻在返回台灣後被逮捕入獄。1990年8月21日，太陽會為爭奪台北東區利益，以「阿寶」凌志成夥同「阿賢」徐文賢等人前往北市忠孝東路四段改由大安庄所經營之「真善美大舞廳」投擲汽油彈縱火洩憤；同年10月初，吳桐潭潛逃福州的期間，在福州的西湖酒店內成立太陽會「特攻隊」，凌志成與徐文賢分別擔任正副隊長，並於同年10月9日清晨，由「阿賢」徐文賢、「小段」段文湘和游欽志等3人涉嫌火燒林文郎所經營的白金漢三溫暖以示報復。1993年9月22日中午，謝通運遭同會內另股地方勢力槍擊身亡，主謀為黃主旺。

### 黑金政治與勢力的擴張
隨著時代的發展，1990年代的天道盟也逐漸自我「提升」。當時正值政府推動8兆的六年國建公共工程計畫，天道盟轉而介入公共工程圍標、股票炒作、房地產、媒體報業、後因股市獲利轉向船運、期貨證券、娛樂及影視業等等，並成功介入全國的政治選舉。1994年，天道盟進行內部改組，設「總裁」、「副總裁」、各會會長為「高級顧問」，由高級顧問指定組長，並曾有意仿效台北市政府，在原舊台北市十個行政區等（延平、建成、城中、龍山、雙園、古亭、大同、中山、大安、松山）分別成立「十大分會」。同年6月，北部太陽會內部分裂成吳桐潭派與施春成派，兩派因利益問題而彼此衝突多年。
1995年9月間，太陽會擴展迅速涉及多起刑事案件，並樹立許多敵人導致情況逐漸失控，為制衡日益失控的太陽會，天道盟高層招攬同樣是來自基隆的角頭「芋粿」吳明貴在基隆、汐止地區等地成立「同心會」與太陽會相互抗衡，雙方發生數起火拼、械鬥、槍擊等重大社會事件長達數年之久。太陽會與同心會之間的紛爭造成社會治安動盪，曾經由雲林的縱貫線老大「黑松」蔡永常、「標哥」林清標等人多次北上出面調停兩幫會之間的惡鬥。
同年12月、羅福助以無黨籍身份當選國會議員，以立委之姿威震政壇長達6年（1996年-2002年）並成為台灣首位選上立委的黑社會人物 引領先驅並成了許多黑幫人物效法的對象；期間在1996年初既便將盟主職務交付由眾人推選江湖輩分較高的原委員會執行長「圓仔花」鄭仁治〔化名陳仁治）。羅福助當選立委前後，天道盟勢力大幅擴張，陸續在全台成立「同心會」、「文山會」、「天鷹會」、「天德會」、「太極會」及「不倒會」分支「環南會」等。1996年3月、「光頭陳」陳治男亦當選國大代表，並成立當時最大的次級問政團體「祥和協進會」擔任會長職務。同年8月，因陸續發生四海幫大老命案、至尊盟介入公司股東會等重大社會事件，使得政府在各界言論壓力下執行「治平專案」全國性擴大掃黑行動，再次造成另一波幫派分子大規模避走海外。
因為一句「黑道立委」，臺北縣立法委員廖學廣在汐止家中遭天道盟組員挾持至林口山區監禁，是當時引發社會大眾震驚的「關狗籠事件」；事件後廖學廣一口咬定此事件，為同選區立法委員羅福助及天道盟份子所為。雖然，證據無法顯示動手將廖學廣關在狗籠的涉案人與羅福助有關，但被警方查獲的涉案人卻是天道盟成員。

### 權力結構的變化與近況
2000年4月起，太陽會內部分裂的兩派形成「新太陽會」與「舊太陽會」的態勢；同年8月，台北市發生「吉林茶行槍擊案」，太陽會代理會長「世將」方世祥被槍殺身亡，顯示太陽會與同心會之間的鬥爭逐漸由基隆擴及北台灣各地。2002年3月，新太陽會會長「當利」閻當利在中和被當街狙殺身亡，太陽會的內鬨鬥爭事件白熱化；期間太陽會更因吳桐潭在柬埔寨親自授與虎牌的第一代殺手「鐵霸」曾盈富、「太保」曾盈進、「小鄧」鄧永燃、「飛龍」陳長齡、「東港」何木生等五虎涉及殺人和擄人勒索等社會案件，將太陽會虎牌殺手群打響名度。南部則由「魁哥」楊登魁、「雙伍仔」楊雙伍、陳秋旗等大哥亦逐漸拓展會盟雛形。
2002年，天道盟領導結構出現變化，隨著精神領袖「大貓」羅福助因涉及眾多案件，而無法繼續參選立委，加上「魁哥」楊登魁經商有成淡出江湖，以及武鬥派的「潭哥」吳桐潭避走海外多年，三位代表人物勢力漸微。因此領導地位被原先的「艋舺廈門幫」領袖「圓仔花」鄭仁治所取代。鄭仁治為鞏固實權，廣大收納各地角頭，先後在全台成立「天義會」、「天慶會」、「天鳴會」、「北海會」、「松山會」、「天林會」及「關聖會」等分會。鄭仁治時代提倡「和解共存」與介日宿敵把手言歡，導致部份老會系不滿而自立門戶。
2005年，鄭仁治更藉江湖大老「蚊哥」許海清的喪禮，展現其江湖實力，不但號召各地幫派，召開記者會，定所謂的「黑道平安日」，更自許為新一代「黑道仲裁者」；此舉引起政府及治安單位的關注，加上鄭仁治近年年事已高有意退出盟主一職、身居幕後「仲裁」角色。因此，鄭仁治推舉濟公會會長「蕭濟公」蕭澤宏為新一任繼承人。2008年初、蕭澤宏接任第三任盟主。
2008年10月，警方查獲濟公會成員涉及中華職棒米迪亞暴龍隊的職棒簽賭案（黑米事件），多名成員遭逮捕。2009年1月，位於台北市大安區光復南路420巷內的「中華財經台」公司大門於凌晨遭槍擊，同日，財經台同棟建築內的濟公會（天道盟）重要據點遭警方查獲。同年7月，台北地區的一起工程禿鷹案，由北市警方在台北光復南路的天道盟重要據點，逮捕不倒會林姓會長、太陽會溫姓角頭、陳姓角頭等重要成員，總會長「瘋濟公」蕭澤宏則在警方攻堅行動中逃逸無蹤。2011年潛逃中國上海發展多年的施萬浤（太陽會）返台後，於同年11月間在舉辦的婚宴中宣布接任「天道盟盟主」一職。
2016年7月20日晚間八點天道盟蘆洲角頭「保生仔」劉保生遭狙殺身亡，據了解是牽扯上近年在板橋及江子翠的多個自辦重劃區，在檯面上的建商以及暗地操盤的幫派都看上這筆建案的龐大利益。
2019年，因第四任盟主「萬閎」施萬浤婚後便遠離幫務，而實際掌控幫務的第三任盟主「蕭濟公」蕭澤宏因癌症病逝，所以吳桐潭長期支持的太陽會第五任會長「鐵霸」［曾盈富］於2月經過推薦大會後，被選為第五任盟主，5月時正式上任。
2019年3月於「蕭濟公」公祭會場上首次出現類似日本黑道徽章圖騰的『天道』字樣「紋徽」；此後，大致上多出現在「太陽會」派系主導的活動場合。
2020年8月，媒體披露報導，天道盟高層為了制衡新任盟主「鐵霸」曾盈富過大的權力，因而產生由精神領袖「潭哥」吳桐潭、前不倒會會長「燒破修」林振修、「庫洛」沈春雄、「隆哥」等四位天道盟大老正名擔任「四大長老」的顧問職務成為天道盟的決策核心，由四名長老採取「合議制」決定天道盟的各項決策，天道盟領袖雖然依舊是「鐵霸」曾盈富，但此舉也是為了不讓權力過於集中。不過早在數年前，以吳為首的太陽會尚未取得盟主頭銜在與其他會系暴力競爭時期，就曾醞釀出走天道盟，另創「太陽盟」自成一格；而如今除取得盟主頭銜，更進一步直接把太陽會體系出身或過從甚密之友派大老共組所謂「四大長老」，只怕終將凌駕或取代過往天道盟以各會系主流代表人物共同合議的傳統作法，將「權力」更加集中且穩固在太陽會系統的手中。

## 各會系組織
天道盟內部結構，各會（或會系）才是該組織的具體架構，皆大同小異；通常（發起人）、會長、副會長、顧問（此身分者不一定是會內中人，可以是由會長聘請擔任）、或資歷、輩份與聲望較高的「委員」(或稱「長老」)等會級幹部，通常被稱為「董仔」、「老大」、組長級被稱為「大哥」、「兄哥」；組長經由會長與副會長分別吸收，且不受地區限制。會（分會）下設若干組；相較於組織決策核心的「會」，「組」則被視為執行任務的街頭部隊，以組長（角頭）為首。「組」一般10多人左右、較大的可超過30人。「會」則視底下組的多寡而定，主流（直系）的會通常勢力龐大約有數十人甚至百餘人，一般外圍的(分)會多在數十人的程度。
最高仲裁的「委員會」，是由各會（會系）彼此間有一個協商、決策事務的共同管道（合議制；實非有如外省掛「中常會」「總會、總堂口」之類的具體核心組織存在）；負責召集、主持會議事務的「高層幹部」則是由各會（會系）的主流派代表（通常為發起人、或其直系）以及地方重量級角頭人士（稱長老、顧問或委員者）所組成，會議通常伴隨大型餐會（春酒、尾牙）或特殊聚會活動（廟會、神明會聚餐、婚喪儀式）的掩護來進行。盟主（總聯絡、號召人）僅為名義上的組織元首負責協調，實權還是在各會（會系）的會長掌握，一般各會（會系）皆獨立運作互不隸屬，所以天道盟內部結構較人性化且能自由發輝。
|  |  |                      |                      |                      |                      |                      |                      |  |  |  |  |                              |                              |                              |                              |                              |                              |               |               |               |               |      |      | 總會長 （發起人） | 總會長 （發起人） | 總會長 （發起人） | 總會長 （發起人） | 總會長 （發起人） | 總會長 （發起人） |             |             | 顧問          | 顧問          | 顧問          | 顧問          | 顧問                                   | 顧問                                   |                                        |                                        |                                        |                                        |  |  |  |  |  |  |  |  |  |  |  |  |  |  |  |  |  |  |  |  |  |  |  |  |  |  |  |  |  |  |  |  |  |  |  |  |  |  |  |  |  |  |  |  |  |  |  |  |
|  |  |                      |                      |                      |                      |                      |                      |  |  |  |  |                              |                              |                              |                              |                              |                              |               |               |               |               |      |      | 總會長 （發起人） | 總會長 （發起人） | 總會長 （發起人） | 總會長 （發起人） | 總會長 （發起人） | 總會長 （發起人） |             |             | 顧問          | 顧問          | 顧問          | 顧問          | 顧問                                   | 顧問                                   |                                        |                                        |                                        |                                        |  |  |  |  |  |  |  |  |  |  |  |  |  |  |  |  |  |  |  |  |  |  |  |  |  |  |  |  |  |  |  |  |  |  |  |  |  |  |  |  |  |  |  |  |  |  |  |  |
|  |  | 元老 （仲裁/協調人） |                      |                      |                      |                      |                      |  |  |  |  |                              |                              |                              |                              |                              |                              |               |               |               |               |      |      |                   |                   |                   |                   |                   |                   |             |             |               |               |               |               |                                        |                                        |                                        |                                        |                                        |                                        |  |  |  |  |  |  |  |  |  |  |  |  |  |  |  |  |  |  |  |  |  |  |  |  |  |  |  |  |  |  |  |  |  |  |  |  |  |  |  |  |  |  |  |  |  |  |  |  |
|  |  |                      |                      |                      |                      |                      |                      |  |  |  |  |                              |                              |                              |                              | 委員 （財務）                | 委員 （財務）                | 委員 （財務） | 委員 （財務） | 委員 （財務） | 委員 （財務） |      |      | 委員長 （長佬）   | 委員長 （長佬）   | 委員長 （長佬）   | 委員長 （長佬）   | 委員長 （長佬）   | 委員長 （長佬）   |             |             | 委員 （長佬） | 委員 （長佬） | 委員 （長佬） | 委員 （長佬） | 委員 （長佬）                          | 委員 （長佬）                          |                                        |                                        |                                        |                                        |  |  |  |  |  |  |  |  |  |  |  |  |  |  |  |  |  |  |  |  |  |  |  |  |  |  |  |  |  |  |  |  |  |  |  |  |  |  |  |  |  |  |  |  |  |  |  |  |
|  |  |                      |                      |                      |                      |                      |                      |  |  |  |  |                              |                              |                              |                              | 委員 （財務）                | 委員 （財務）                | 委員 （財務） | 委員 （財務） | 委員 （財務） | 委員 （財務） |      |      | 委員長 （長佬）   | 委員長 （長佬）   | 委員長 （長佬）   | 委員長 （長佬）   | 委員長 （長佬）   | 委員長 （長佬）   |             |             | 委員 （長佬） | 委員 （長佬） | 委員 （長佬） | 委員 （長佬） | 委員 （長佬）                          | 委員 （長佬）                          |                                        |                                        |                                        |                                        |  |  |  |  |  |  |  |  |  |  |  |  |  |  |  |  |  |  |  |  |  |  |  |  |  |  |  |  |  |  |  |  |  |  |  |  |  |  |  |  |  |  |  |  |  |  |  |  |
|  |  |                      |                      |                      |                      |                      |                      |  |  |  |  |                              |                              |                              |                              |                              |                              |               |               |               |               |      |      |                   |                   |                   |                   |                   |                   |             |             |               |               |               |               |                                        |                                        |                                        |                                        |                                        |                                        |  |  |  |  |  |  |  |  |  |  |  |  |  |  |  |  |  |  |  |  |  |  |  |  |  |  |  |  |  |  |  |  |  |  |  |  |  |  |  |  |  |  |  |  |  |  |  |  |
|  |  |                      |                      |                      |                      |                      |                      |  |  |  |  |                              |                              |                              |                              |                              |                              |               |               |               |               |      |      |                   |                   |                   |                   |                   |                   |             |             |               |               |               |               |                                        |                                        |                                        |                                        |                                        |                                        |  |  |  |  |  |  |  |  |  |  |  |  |  |  |  |  |  |  |  |  |  |  |  |  |  |  |  |  |  |  |  |  |  |  |  |  |  |  |  |  |  |  |  |  |  |  |  |  |
|  |  | 老大 （決策者）      | 老大 （決策者）      | 老大 （決策者）      | 老大 （決策者）      | 老大 （決策者）      | 老大 （決策者）      |  |  |  |  | （外圍組織） 分會長          | （外圍組織） 分會長          | （外圍組織） 分會長          | （外圍組織） 分會長          | （外圍組織） 分會長          | （外圍組織） 分會長          |               |               |               |               |      |      | （直系主流） 會長 | （直系主流） 會長 | （直系主流） 會長 | （直系主流） 會長 | （直系主流） 會長 | （直系主流） 會長 |             |             |               |               |               |               | （外圍組織） 分會長                    | （外圍組織） 分會長                    | （外圍組織） 分會長                    | （外圍組織） 分會長                    | （外圍組織） 分會長                    | （外圍組織） 分會長                    |  |  |  |  |  |  |  |  |  |  |  |  |  |  |  |  |  |  |  |  |  |  |  |  |  |  |  |  |  |  |  |  |  |  |  |  |  |  |  |  |  |  |  |  |  |  |  |  |
|  |  | 老大 （決策者）      | 老大 （決策者）      | 老大 （決策者）      | 老大 （決策者）      | 老大 （決策者）      | 老大 （決策者）      |  |  |  |  | （外圍組織） 分會長          | （外圍組織） 分會長          | （外圍組織） 分會長          | （外圍組織） 分會長          | （外圍組織） 分會長          | （外圍組織） 分會長          |               |               |               |               |      |      | （直系主流） 會長 | （直系主流） 會長 | （直系主流） 會長 | （直系主流） 會長 | （直系主流） 會長 | （直系主流） 會長 |             |             |               |               |               |               | （外圍組織） 分會長                    | （外圍組織） 分會長                    | （外圍組織） 分會長                    | （外圍組織） 分會長                    | （外圍組織） 分會長                    | （外圍組織） 分會長                    |  |  |  |  |  |  |  |  |  |  |  |  |  |  |  |  |  |  |  |  |  |  |  |  |  |  |  |  |  |  |  |  |  |  |  |  |  |  |  |  |  |  |  |  |  |  |  |  |
|  |  |                      |                      |                      |                      |                      |                      |  |  |  |  |                              |                              |                              |                              |                              |                              |               |               |               |               |      |      |                   |                   |                   |                   |                   |                   |             |             |               |               |               |               |                                        |                                        |                                        |                                        |                                        |                                        |  |  |  |  |  |  |  |  |  |  |  |  |  |  |  |  |  |  |  |  |  |  |  |  |  |  |  |  |  |  |  |  |  |  |  |  |  |  |  |  |  |  |  |  |  |  |  |  |
|  |  | 大哥 （指揮/管理者） | 大哥 （指揮/管理者） | 大哥 （指揮/管理者） | 大哥 （指揮/管理者） | 大哥 （指揮/管理者） | 大哥 （指揮/管理者） |  |  |  |  | 合夥人 組長                  | 合夥人 組長                  | 合夥人 組長                  | 合夥人 組長                  | 合夥人 組長                  | 合夥人 組長                  |               |               | 組長          | 組長          | 組長 | 組長 | 組長              | 組長              |                   |                   | 行動組 組長       | 行動組 組長       | 行動組 組長 | 行動組 組長 | 行動組 組長   | 行動組 組長   |               |               | 合夥人 組長                            | 合夥人 組長                            | 合夥人 組長                            | 合夥人 組長                            | 合夥人 組長                            | 合夥人 組長                            |  |  |  |  |  |  |  |  |  |  |  |  |  |  |  |  |  |  |  |  |  |  |  |  |  |  |  |  |  |  |  |  |  |  |  |  |  |  |  |  |  |  |  |  |  |  |  |  |
|  |  | 大哥 （指揮/管理者） | 大哥 （指揮/管理者） | 大哥 （指揮/管理者） | 大哥 （指揮/管理者） | 大哥 （指揮/管理者） | 大哥 （指揮/管理者） |  |  |  |  | 合夥人 組長                  | 合夥人 組長                  | 合夥人 組長                  | 合夥人 組長                  | 合夥人 組長                  | 合夥人 組長                  |               |               | 組長          | 組長          | 組長 | 組長 | 組長              | 組長              |                   |                   | 行動組 組長       | 行動組 組長       | 行動組 組長 | 行動組 組長 | 行動組 組長   | 行動組 組長   |               |               | 合夥人 組長                            | 合夥人 組長                            | 合夥人 組長                            | 合夥人 組長                            | 合夥人 組長                            | 合夥人 組長                            |  |  |  |  |  |  |  |  |  |  |  |  |  |  |  |  |  |  |  |  |  |  |  |  |  |  |  |  |  |  |  |  |  |  |  |  |  |  |  |  |  |  |  |  |  |  |  |  |
|  |  |                      |                      |                      |                      |                      |                      |  |  |  |  |                              |                              |                              |                              |                              |                              |               |               |               |               |      |      |                   |                   |                   |                   |                   |                   |             |             |               |               |               |               |                                        |                                        |                                        |                                        |                                        |                                        |  |  |  |  |  |  |  |  |  |  |  |  |  |  |  |  |  |  |  |  |  |  |  |  |  |  |  |  |  |  |  |  |  |  |  |  |  |  |  |  |  |  |  |  |  |  |  |  |
|  |  | 小弟 （執行者）      | 小弟 （執行者）      | 小弟 （執行者）      | 小弟 （執行者）      | 小弟 （執行者）      | 小弟 （執行者）      |  |  |  |  | 飆車族 校園幫派 通緝、槍擊犯 | 飆車族 校園幫派 通緝、槍擊犯 | 飆車族 校園幫派 通緝、槍擊犯 | 飆車族 校園幫派 通緝、槍擊犯 | 飆車族 校園幫派 通緝、槍擊犯 | 飆車族 校園幫派 通緝、槍擊犯 |               |               | 組員          | 組員          | 組員 | 組員 | 組員              | 組員              |                   |                   | 組員              | 組員              | 組員        | 組員        | 組員          | 組員          |               |               | 走私販毒集團 其他不法集團 八大特種行業 | 走私販毒集團 其他不法集團 八大特種行業 | 走私販毒集團 其他不法集團 八大特種行業 | 走私販毒集團 其他不法集團 八大特種行業 | 走私販毒集團 其他不法集團 八大特種行業 | 走私販毒集團 其他不法集團 八大特種行業 |  |  |  |  |  |  |  |  |  |  |  |  |  |  |  |  |  |  |  |  |  |  |  |  |  |  |  |  |  |  |  |  |  |  |  |  |  |  |  |  |  |  |  |  |  |  |  |  |

## 特性
- 組織犯罪團體成員特性與背景分析：
  - 年齡而言，組織犯罪團體成員之年齡分布以20至50歲者居多。
  - 人數而言，組織犯罪並沒有特定的人數限制，但仍以大規模者居多數。
  - 組織地位而言，成員地位隱性分類，在核心與外圍成員之分類上，並不明顯。
  - 前科而言，多數之組織犯罪成員均具有前科素行，其前科之犯罪類型係以暴力犯罪為主，如妨害自由、恐嚇取財、傷害等。
- 地區性組織犯罪結構分析：
  - 無明顯幫規與儀式；無正式幫派的幫規與儀式、多為臺灣民間信仰，一般隨著各幫眾的喜愛，佛教、道教、一貫道等，各自信教（如：外省幫派常會在關公香案之前焚香結拜），但常有中元普渡或尾牙祭神等儀式。
  - 幫派之成立，有因與其他幫派對抗而形成，亦有受到同儕之誘導；因地緣關係，成員間彼此感情大於形式上的義氣。
  - 組織多屬於地方組合型態，組織結構相當嚴謹，地盤分配後，井水不犯河水，而且在組合成員中，大多是地方勢力領袖。
  - 拉攏黑白兩道，以便在地方上累積勢力，勢力大的更有支配縱貫線與各方角頭的實力。
  - 組織犯罪團體成員的性格特質上，成員多具暴力傾向敢打敢殺。
  - 以領導者之意志為行事準則。
  - 組織分工逐漸成熟，以利益為主之價值觀。
  - 幫派成員間之互動良好，大家盡可能均分利益，只要有利可享，凡事都可溝通。
  - 組織犯罪者與地方或政治界具有良好關係。
  - 經濟來源已呈現出滲透合法行業的跡象，並有以合法掩護非法情事。[21]

## 高層幹部
| 名譽頭銜   | 名譽頭銜       | 名譽頭銜 |
| 職務       | 姓名           | 備註 |
| ---------- | -------------- | --- |
| 精神領袖   | 羅福助（潛逃） | 出身台北「文山」，歷任總聯繫人、盟主。曾任國會立委及司法總召集人、福佳貿易董座。                                                        |
| 精神領袖   | 吳桐潭         | 出身生活於基隆「田寮港」，太陽會創會長，天道盟源發起人之一。於2024年因病去世。                                                          |
| 代表人物   |                | |
| 職務       | 姓名           | 備註 |
| 首任盟主   | 羅福助         | 綽號「大貓」；出身於臺北「文山」 。盟主任期：1987年-2002年。                                                                            |
| 第二任盟主 | 鄭仁治         | 綽號「圓仔花」；出身於「廈門幫」、歷任委員會執行長、至尊聯盟精神領袖、「瑤山宮」委員會會長。盟主任期：2002年-2008年。於2014年因病去世。 |
| 第三任盟主 | 蕭澤宏         | 綽號「瘋濟公」；濟公會創會長，天道盟發起人之一。盟主任期：2008年-2011年。於2019年因病去世。                                             |
| 第四任盟主 | 施萬浤         | 綽號「庫洛」；太陽會第二任會長。盟主期間：2011年-2019年。                                                                               |
| 第五任盟主 | 曾盈富         | 綽號「鐵霸」；太陽會第五任會長。盟主任期：2019年-現今。                                                                                 |

## 全台會系
| 組織名稱                      | 主要勢力範圍                       | 可能的成立時間            | 組織的活動 |
| ----------------------------- | ---------------------------------- | ------------------------- | --- |
| 太陽聯盟                      | 北台灣                             | 1986年、10月北所          | 公共工程、瀝青、有線電視、特種行業、夜總會、特種圍事、地下錢莊、殯葬業等。 1989年成立「太陽集團」及所屬七家公司；1990年成立「特攻隊」。2020年改制為「太陽聯盟」。 分會月陽會 |
| 孔雀會                        | 新北市中和區                       | 1986年10月北所            | 土方工程、職業賭場、六合彩及地下錢莊、圍標消防工程。 |
| 不倒會                        | 台北市中正區                       | 1986年10月北所            | 收取保護費、流動性職業賭場、六合彩、操縱期貨及公共工程。 分支；桃園區會長・胖子維；下轄環南會等分會。                                                                        |
| 敏德會                        | 新竹市                             | 1986年10月北所            | 六合彩賭博、賭場、圍事/經營酒店、小鋼珠、古董店等 |
| 仁義會                        | 高雄市左營區                       | 1986年10月北所            | 開設賭場、恐嚇取財、放高利貸、操控地下賭盤。 下轄鴨霸會等分會。 |
| 雲霄會                        | 雲林縣、新北市                     | 1986年10月北所            | 營造工程圍標及土方事業為主、其它經營博弈、六合彩、賭場。 |
| 大安會                        | 台北市大安區                       | 1989年                    | 經營賭場及影視業為主、操控八斗子漁港走私及槍枝販賣 |
| 濟公會                        | 新北市三重、臺北市大安區           | 1990年6月                 | 經營職業賭場、六合彩、廟會陣頭、仲介軍火買賣、操縱職棒及工程圍綁標 |
| 天鷹會                        | 台北市中山區                       | 1990年迅雷專案之前        | 經營仲介法拍屋、開設徵信公司、圍事特種行業為主要經濟活動。 下轄美鷹會、華北會、汐止會等分會。                                                                                |
| 文山會                        | 台北市文山區、新北市新店區、深坑區 | 1994年3月1日              | 經營砂石土方事業為主、早期開設賭場、酒店、操縱六合彩以及期貨、後插足建築業、運輸事業及科技產業。下轄十五分幫等幫會。1997年向警方自首後解散。                                 |
| 望天會                        | 台北市公館                         | 一清專案管訓假釋期間      | 經營地產為主、其他包含汽車工業、珠寶及購物頻道 |
| 同心會                        | 基隆市、臺北市、新北市             | 1995年9月7日              | 經營電玩事業、遊樂場、開設職業賭場及酒店、操控漁港走私和圍事散裝貨運業。 |
| 太極會                        | 新北市永和區                       | 1996年                    | 交通運輸業、並經營賭場、討債、介入中部高級木材市場 |
| 天德會                        | 臺北市中山區、新北市三重區         | 1996年年初                | 暴力討債、工程、恐嚇取財、走私軍火曾在台北市松江路開設「金海岸實業公司」 |
| 松山會                        | 台北市松山區                       | 1997年                    | 開設賭場、錢莊、經營貨運業，金融詐騙等 |
| 天元會                        | 新北市樹林區                       | 1999年1月                 | 經營賭場及錢莊、廟會活動、開設「天元工商聯誼會」 |
| 天龍會                        | 桃園市平鎮區                       | 2000年                    | 圍事中小型酒店、舞廳為主要經濟來源、其它從事討債、販毒。 |
| 鷹中會                        | 台中市                             | 2001年7月15日             | 經營帳務管理公司、保全公司、特種行業圍事。 |
| 一統會                        | 台北市士林區                       | 2001年8月                 | 士林夜市收取以清潔等名義的保護費、恐嚇取財。 |
| 青峰會                        | 新北市汐止區                       | 2002年3月                 | 經營出租巴士、當舖及開發公司，從事討債、房地產等。 |
| 天林會                        | 彰化員林、埔心                     | 2002年12月                | 經營砂石土方業為主。在「天林集團」下設開發、帳務處理等公司，委託債務及特種行業                                                                                               |
| 天山會                        | 臺北縣板橋                         | 不明 （2002年有活動紀錄） | 處理債務問題等 |
| 天義會                        | 台北市萬華區                       | 2003年2月16日             | 經營酒店、特種行業、市場規費、現已轉型土地開發都更等合法生意。 |
| 同安會                        | 臺北市內湖區、南港區               | 不明                      | 不明 |
| 竹風會                        | 台北市大安區                       | 不明                      | 不明 |
| 天和會                        | 新北市中和區、永和區               | 不明                      | 經營錢莊、討債、開設簽賭網站及恐嚇取財。 |
| 三元會                        | 台中市北屯區                       | 2004年                    | 以「三元資產管理公司」之名義，從事討債此外成立保全公司。 |
| 天鳴會                        | 新北市新莊、泰山                   | 2004年2月                 | 暴力討債、開設賭場、販毒、介入工地工程圍標及工地營運等 |
| 北海會                        | 新北市淡水、金山                   | 2005年5月                 | 恐嚇取財、介入工程承包及非法槍械。； |
| 天慶會                        | 宜蘭縣                             | 2005年7月                 | 以「天慶集團」名義從事活動，集團事業跨足營造、土地開發，也經營金融、娛樂事業等。                                                                                             |
| 關聖會                        | 桃園、台北                         | 2005年                    | |
| 正義會                        | 桃園市、新北市鶯歌區               | 2008年元月                | 會長 游忠鋼 開設當舖、錢莊、放款、討債、特種行業、經營砂石土方、販毒、造槍、賭場、介入宮廟運作等。                                                                           |
| 財神會                        | 雲林縣、彰化縣                     | 2006年成立                | 對外以「財神集團」名義從事活動，集團事業跨足營造、土地開發，也經營金融、娛樂事業等合法生意。                                                                                 |
| 金門會                        | 大台北、金門縣                     | 2009年                    | 崛起於臺北，因創會幹部多名來至金門而命名「金門會」；討債、特種行業、販毒等。                                                                                                 |
| 嘉義會                        | 嘉義市                             | 不明                      | 錢莊、討債。； |
| 鳳雕會                        | 高雄市鳳山區                       | 不明                      | 錢莊、討債、特種。 |
| 聯正會                        | 高雄市前金區                       | 1992年                    | 工程圍標、賭場、酒店經營仲介軍火買賣等；近年與天道盟聯結較深，為南台灣天道盟代表。                                                                                           |
| 新月會                        | 北台灣                             | 2020年                    | 創立:城市 會長：14 |
| 華興會                        | 台北市                             |                           | 分支 |
| 志中會                        | 不明                               |                           | 分支；會長・志中 |
| 東山會                        | 桃園縣中壢區                       |                           | 分支；會長・俊中 |
| 天羿會                        | 新北市土城區                       |                           | 分支；會長・文聰；暴力討債、販毒 |
| 正德會                        | 臺中、桃園、臺北、嘉義             | 不明                      | 會長（灰狼）副會長（諺哥） |
| 天鹿會                        | 臺中                               | 2003年                    | 經營財務管理公司、開設當鋪、KTV等特種行業、成立財團法人天之道文教基金會。 |
| 天傑會                        | 汐止區                             | （成立2002年）2015年7月   | 從事暴力介入土方工程等_暴力討債 會長：洪O偉。 |
| 天蘆會                        | 五股區、蘆洲區                     | 2016年                    | 「空保」身亡後其左右手「電光」陳O銘接任保祐宮主委一職，並創立該組織 |
| 天子會                        | 台北市、新北市                     | 2017年                    | 以「天子集團」名義從事:土方工程、暴力討債、恐嚇勒索、特種行業、賭場。 會長：李子建                                                                                           |
| 天明會                        | 土城區                             | 2020年                    | 暴力討債、恐嚇勒索、販毒、廟會文化 |
| 至尊會                        | 北台灣                             |                           | 精神領袖 圓仔花 |
| 天世會 （页面存档备份，存于） | 台中 桃園臺北                      | 2021                      | 成立於2021年經由松山集團「信董」指示成立台中「天世會」 |

## 參閲
- 臺灣黑幫
- 臺灣黑金政治

## 外部連結
- 組織犯罪防制條例（繁體中文）
- 中華民國司法院法學資料檢索系統（页面存档备份，存于）（繁體中文）
- 組織犯罪防制條例修正之檢討與建議 （页面存档备份，存于）（張學昌）
- 我國犯罪組織抗制政策之研究（國立台灣大學政治學系政府與公共事務碩士在職專班碩士論文研究計劃）
- 兩岸加入WTO後高雄地方發展策略-兩岸經貿交流衍生犯罪問題之防治（页面存档备份，存于）第二章第四節28頁～58頁（國立中山大學公共事務管理研究所碩士論文）